# 401 Dywizja
401 Dywizja (niem. Division Nr. 401) – jedna z niemieckich dywizji zapasowych z czasów II wojny światowej.
Dywizję sformowano 16 stycznia 1940 r. w Królewcu jako 401 Dywizję do Zadań Specjalnych (Division z.b.V. 401). Jednostka działała w Prusach Wschodnich, gdzie nadzorowała dwanaście lokalnych batalionów Landesschützen (strzelców krajowych). 25 września dywizję przekształcono w jednostkę zapasową (Division Nr. 401) i przekazano jej bataliony zapasowe 141 i 151 Dywizji, wysłanych na front wschodni.
401 Dywizja pełniła obowiązki jednostki zapasowej i szkolnej do 22 lutego 1945 r., gdy została rozwiązana.

## Skład
- 161. zapasowy pułk grenadierów (Grenadier-Ersatz-Regiment 161)
- 228. zapasowy pułk grenadierów (Grenadier-Ersatz-Regiment 228)
- 1. zapasowy i szkolny pułk artylerii (Artillerie-Ersatz- und Ausbildungs-Regiment 1)
- 1 zapasowy batalion rozpoznawczy (Aufklärungs-Ersatz-Abteilung 1)
- 31. zapasowy i szkolny batalion Fla (przeciwlotniczych karabinów maszynowych) (Fla-Ersatz- und Ausbildungs-Bataillon 31)
- 1. zapasowy batalion inżynieryjny (Pionier-Ersatz-Bataillon 1)

Dowódcy
- Generalleutnant Oskar von Hindenburg (od 1 marca 1940)
- Generalleutnant Hubert Gercke (od 10 stycznia 1941)
- Generalmajor Max von Diringshofen (od 10 stycznia 1942 do czerwca 1942, ponownie od lipca 1942 do 25 września 1942)
- Generalleutnant Siegfried Ruff (od czerwca 1942 do lipca 1942, ponownie od 25 września 1942 do 1 kwietnia 1944)
- Generalleutnant Paul Stöwer (od 1 kwietnia 1944)
- Generalleutnant Fritz Kühlwein (od 29 grudnia 1944)
- Generalleutnant Karl Faulenbach (od 1 stycznia 1945)